# Lijst van presidenten van Balearen
Hieronder een lijst van presidenten van Balearen, een autonome gemeenschap van Spanje, sinds de invoering van de democratie in dat land in 1978.
| Afbeelding        | President                | Ambtsperiode | Partij  |
| ----------------- | ------------------------ | ------------ | ------- |
| Gabriel Cañellas  | Gabriel Cañellas         | 1983-1995    | PP      |
| Cristòfol Soler   | Cristòfol Soler          | 1995-1996    | PP      |
| Jaume Matas       | Jaume Matas              | 1996-1999    | PP      |
| Francesc Antich   | Francesc Antich          | 1999-2003    | PSOE    |
| Jaume Matas       | Jaume Matas              | 2003-2007    | PP      |
| Francesc Antich   | Francesc Antich          | 2007-2011    | PSOE    |
| José Ramón Bauzá  | José Ramón Bauzá         | 2011-2015    | PP      |
| Francina Armengol | Francina Armengol        | 2015-2023    | PSOE    |
| Mae de la Concha  | Mae de la Concha interim | 2023         | Podemos |
| Marga Prohens     | Marga Prohens            | 2023-heden   | PP      |